# Геній (серіал, 2024)
«Геній» (тур. Deha) — турецький телесеріал 2024 р. у жанрі драми, бойовика та створений компанією Ay Yapım. В головних ролях — Арас Булут Ійнемлі, Угур Полат, Танер Олмез, Онур Сайлак, Меліс Сезен, Ахсен Ероглу. Перша серія вийшла в ефір 22 вересня 2024 р.  Серіал має 1 сезон. Завершився 31-м епізодом, який вийшов у ефір 18 травня 2025 року.

## Сюжет
Девран виріс у злиднях без батька, разом із матір'ю, братами, сестрами і бабусею. Батько був для нього важливою фігурою, відхід якого залишив глибоку емоційну рану, що й досі впливає на його світогляд і рішення. Сьогодні Девран уже доросла людина, яка прекрасно усвідомлює свою силу і можливості. У нього незвичайні здібності, які проявляються в логіці, таланті до навчання та нестандартному мисленні. Однак зараз Девран стоїть на роздоріжжі: чи використовувати свої видатні здібності на благо, чи на зло? Упродовж життя його оточували різні люди та ситуації, які демонстрували як велич добра, так і силу зла. Девран розуміє, що його рішення матимуть серйозні наслідки, як для нього самого, так і для оточуючих.

## Актори та персонажі
| Актор                | Роль              | Сезони               |
| Актор                | Роль              | 1                    |
| -------------------- | ----------------- | -------------------- |
| Арас Булут Ійнемлі   | Девран Каран      | Основний персонаж    |
| Угур Полат           | Іскендер Каран    | Основний персонаж    |
| Танер Олмез          | Джесун Каран      | Основний персонаж    |
| Онур Сайлак          | Софі / Алі Хайдар | Основний персонаж    |
| Меліс Сезен          | Імре Каран        | Основний персонаж    |
| Ахсен Ероглу         | Есме              | Основний персонаж    |
| Седа Акман           | Ашель Каран       | Періодичний персонаж |
| Зухал Генцер         | Гюльсе Каран      | Періодичний персонаж |
| Емель Гьоксу         | Джавідан Каран    | Періодичний персонаж |
| Дженк Кангьоз        | Хакім Налкопан    | Періодичний персонаж |
| Танер Румелі         | Юсуф Налкопан     | Періодичний персонаж |
| Умутжан Утебай       | Яман Налкопан     | Періодичний персонаж |
| Ейлюль Ерсьоз        | Джейлан Налкопан  | Періодичний персонаж |
| Огульджан Арман Услу | Ферман Налкопан   | Періодичний персонаж |
| Абдуррахман Юнусоглу | Дженгіз           | Періодичний персонаж |
| Чагри Атакан         | Кадір             | Періодичний персонаж |
| Алі Берже            | Тімучін           | Періодичний персонаж |

## Сезони
| Сезон | Епізоди | Епізоди | Оригінальний показ | Оригінальний показ | Оригінальний показ |
| Сезон | Епізоди | Епізоди | Перший показ       | Останній показ     | Мережа             |
| ----- | ------- | ------- | ------------------ | ------------------ | ------------------ |
| 1     | 5       | 5       | 22 вересня 2024    | 18 травня 2025     | Show TV            |

## Рейтинги серій
| Сезон 1 (2024) | Сезон 1 (2024)  | Сезон 1 (2024) | Сезон 1 (2024) |
| Серія          | Рейтинг (TOTAL) | Рейтинг (AB)   | Рейтинг (ABC1) |
| -------------- | --------------- | -------------- | -------------- |
| 1.             | 5.49            | 6.17           | 6.24           |
| 2.             | 5.95            | 6.73           | 7.98           |
| 3.             | 5.62            | 6.53           | 7.45           |
| 4.             | 5.55            | 5.76           | 6.61           |
| 5.             | 5.32            | 6.76           | 7.43           |
| 6.             | 6,16            | 7,01           | 7,89           |
| 7.             | 5,25            | 5,77           | 6,12           |
| 8.             | 5,83            | 6,58           | 7,68           |
| 9.             | 5,80            | 6,39           | 7,06           |
| 10.            | 5,35            | 6,13           | 6,29           |
| 11.            | 6,22            | 7,50           | 7,96           |
| 12.            | 5,98            | 7,09           | 7,16           |
| 13.            | 6,61            | 7,02           | 7,15           |
| 14.            | 5,17            | 5,63           | 6,16           |
| 15.            | 4,61            | 5,15           | 5,55           |
| 16.            | 4,38            | 4,74           | 5,16           |
| 17.            | 4,25            | 3,67           | 5,08           |
| 18.            | 3,96            | 3,93           | 4,96           |
| 19.            | 3,62            | 3,70           | 4,19           |
| 20.            | 3,96            | 4,36           | 4,67           |
| 21.            | 3,73            | 3,75           | 4,80           |
| 22.            | 3,26            | 3,28           | 4,26           |
| 23.            | 3,15            | 3,45           | 4,20           |
| 24.            | 2,62            | 2,78           | 3,26           |
| 25.            | 2,64            | 2,38           | 3,27           |
| 26.            | 3,05            | 3,99           | 3,81           |
| 27.            | 3,00            | 3,08           | 3,55           |
| 28.            | 3,26            | 2,53           | 2,97           |
| 29.            | 3,05            | 2,76           | 3,46           |
| 30.            | 3,26            | 3,36           | 3,95           |
| 31.            | 1,93            | 1,63           | 2,15           |